# Vale Formoso
Vale Formoso é uma povoação portuguesa do Município da Covilhã que foi sede da extinta Freguesia de Vale Formoso, freguesia que tinha 11,31 km² de área e 574 habitantes (2011), e, por isso, uma densidade populacional de 50,8 hab/km².
A Freguesia de Vale Formoso foi extinta em 2013, no âmbito de uma reforma administrativa nacional, tendo sido agregada à Freguesia de Aldeia do Souto, para formar uma nova freguesia denominada União das Freguesias de Vale Formoso e Aldeia do Souto da qual é a sede.

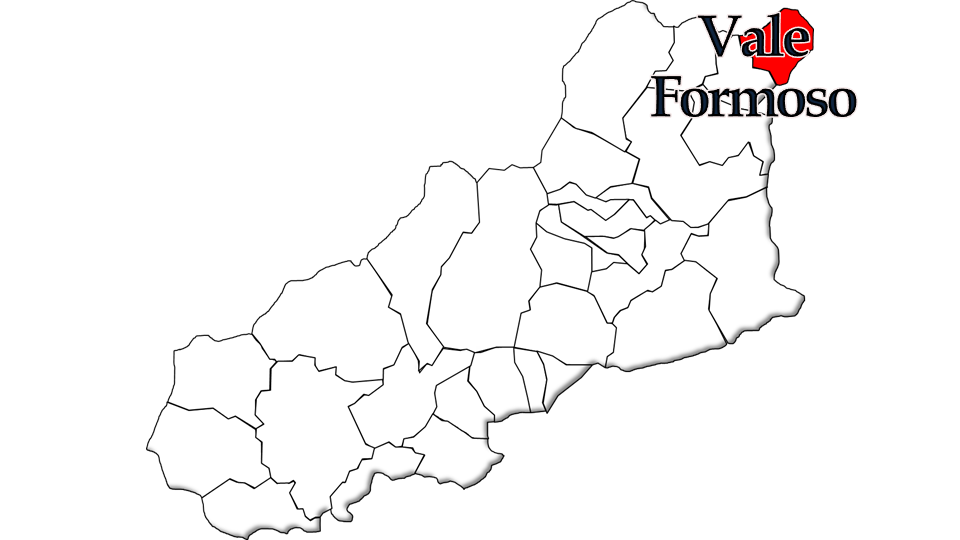
Localização no Município de Covilhã

## População
| População da freguesia de Vale Formoso | População da freguesia de Vale Formoso | População da freguesia de Vale Formoso | População da freguesia de Vale Formoso | População da freguesia de Vale Formoso | População da freguesia de Vale Formoso | População da freguesia de Vale Formoso | População da freguesia de Vale Formoso | População da freguesia de Vale Formoso | População da freguesia de Vale Formoso | População da freguesia de Vale Formoso | População da freguesia de Vale Formoso | População da freguesia de Vale Formoso | População da freguesia de Vale Formoso | População da freguesia de Vale Formoso |
| -------------------------------------- | -------------------------------------- | -------------------------------------- | -------------------------------------- | -------------------------------------- | -------------------------------------- | -------------------------------------- | -------------------------------------- | -------------------------------------- | -------------------------------------- | -------------------------------------- | -------------------------------------- | -------------------------------------- | -------------------------------------- | -------------------------------------- |
| 1864                                   | 1878                                   | 1890                                   | 1900                                   | 1911                                   | 1920                                   | 1930                                   | 1940                                   | 1950                                   | 1960                                   | 1970                                   | 1981                                   | 1991                                   | 2001                                   | 2011                                   |
| 1 110                                  | 1 109                                  | 1 291                                  | 1 374                                  | 1 307                                  | 1 312                                  | 1 210                                  | 1 203                                  | 1 286                                  | 1 141                                  | 573                                    | 708                                    | 707                                    | 640                                    | 574                                    |

Pelo decreto nº 37,504, de 06/08/1949, a freguesia de Aldeia do Mato passou a denominar-se Vale Formoso

## História
Designou-se Aldeia do Mato até 6 de Agosto de 1949. Fez parte do extinto concelho de Valhelhas até à sua extinção em 24 de Abril de 1855, passando a partir daí para o da Covilhã.

## Património
- Igreja de Santa Ana (matriz)
- Capela de Nossa Senhora da Saúdeáᙶ
- Fonte Velha
- Forno comunitário
- Janelas manuelinas
- Miradouro
- Castro da Aldeia do Mato
- Vestígios castrejos de Castelos Redadeiros
- Vestígios de calçada romana
- Vestígios das villae romanas de Vinhas de Olival, da Quinta de Cinque e de Mortórios